# Daniel Hasler
Daniel Hasler (* 18. Mai 1974) ist ein ehemaliger liechtensteinischer Fussballspieler und heutiger Fussballtrainer. 

## Karriere
Am 7. März 2017 wurde er interimistisch vom Co-Trainer zum Cheftrainer der ersten Mannschaft des FC Vaduz ernannt, nachdem der Vertrag mit Giorgio Contini frühzeitig aufgelöst worden war. Er war bis zum 30. Mai 2008 Rekordnationalspieler Liechtensteins und wurde dann von Mario Frick abgelöst. Von Beruf ist er Zimmermann.

## Nationalmannschaft
Sein erstes Länderspiel bestritt er am 26. Oktober 1993 gegen Estland, das letzte am 17. November 2007 gegen Lettland. Er war Mitglied der Mannschaft, der am 14. Oktober 1998 gegen Aserbaidschan der erste Sieg in einem Pflichtspiel gelang (2:1).